# آنتوپال
آنتوپال (بلاروسی: Антопаль; روسی: Антополь; به ییدیش: אנטיפאליע; لهستانی: Antopol; عبری: אנטופול‎) یک سکونتگاه نوع شهری در ناحیه دراگیچن منطقه بریست کشور بلاروس است. این سکونتگاه میان شهرهای کوبرین و برست قرار داشته و جمعیت آن در سال ۲۰۲۳ میلادی ۱۴۴۹ نفر بوده‌است.
آنتوپال در دشت پولسین و نزدیکی رود پریپیات قرار دارد که به رود دنیپر می‌ریزد. دشت پولسین با دریاچه‌ها و آبگیرهای گوناگون یک ناحیه مناسب برای کشاورزی است و در طول تاریخ به صورت مداوم میان لهستان و روسیه دست به دست شده‌است.